# 공주 김씨
공주 김씨(公州金氏)는 충청남도 공주시를 본관으로 하는 한국의 성씨인데, 《세종실록지리지》와 《신증동국여지승람》에는 모두 공주 김씨가 중국에서 귀화한 성(唐投化姓)이라고 나온다.

## 시조
시조 김학기(金學起: 1414년~1488년)는 1460년(세조 6년) 별시 문과에 합격해 사헌부 장령(掌令)·집의(執義)·사옹원정·대제학 등을 지냈다. 1478년 노사신(盧思愼)·강희맹(姜希孟)·서거정(徐居正) 등과 함께 《동문선(東文選)》 편찬에 참여했다. 글씨로는 〈양평공 윤사흔 신도비명〉이 전한다.

## 가계[8]
- 고조할아버지: 김구(金龜)
  - 증조할아버지: 김해충(金海冲) - 도정(都正: 정3품)
    - 할아버지: 김득귀(金得貴) - 중랑장(中郞將: 정5품)
      - 아버지: 김만의(金萬義) -  직장(直長: 종7품)[6]
      - 어머니: 한씨(韓氏)
        - 본인: 김학기(金學起)
        - 아내: 이씨(李氏)
          - 맏아들: 김길복(金吉福) - 진사(進士)
            - 손자: 김우경(金禹卿) - 기자전참봉(箕子殿參奉)[9]
              - 증손자: 김덕량(金德良) - 1546년(명종 1)에 문과에 급제[10]한 뒤, 감찰(監察) 및 흡곡(歙谷)·덕천(德川) 현령(縣令)을 지냄

          - 둘째 아들: 김길보(金吉輔)
            - 손자: 김자흥(金自興) - 1520년(중종 15) 별과(別科)로 특별 급제, 첨사(僉使) 지냄

## 본관
공주시는 충청남도에 있는 도시로, 백제의 두 번째 서울이었다.